# Liste der Straßen in Essen-Stadtkern

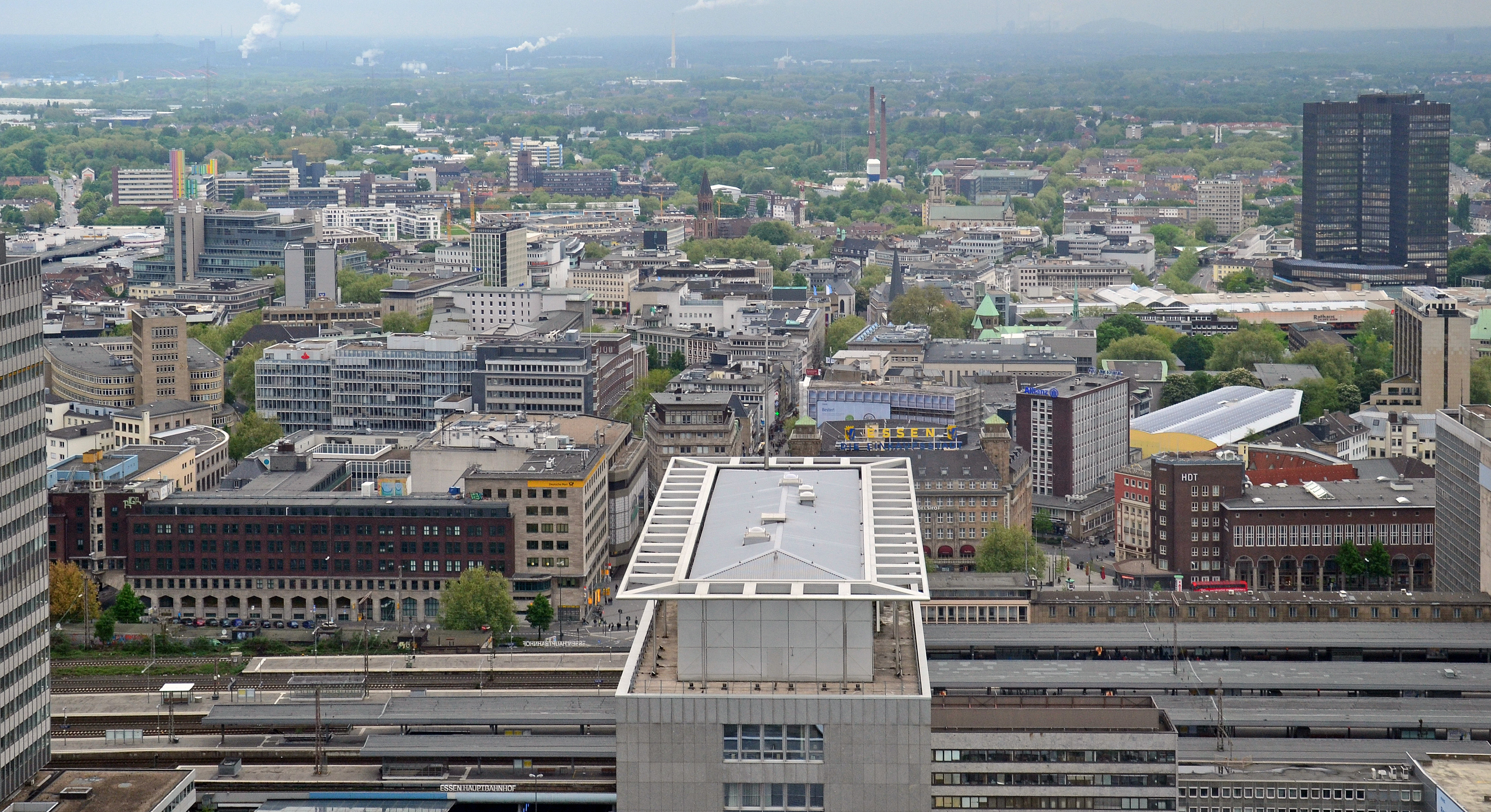
Blick auf den Stadtkern von Süden

Die Liste der Straßen in Essen-Stadtkern beschreibt das Straßensystem im Essener Stadtkern mit den entsprechenden historischen Bezügen.

## Einführung und Überblick
Im Stadtkern leben 4270 Einwohner (30. September 2022) auf einer Fläche von 0,94 km². Der Stadtkern bildet zusammen mit dem Osten des Westviertels und dem Westen des Ostviertels den Postleitzahlenbezirk 45127.
Einige Straßenbezeichnungen im Stadtkern reichen mehrere Jahrhunderte zurück, beispielsweise die der Kettwiger- und der Limbecker Straße. Jedoch sind die Namen nicht mit den heutigen amtlichen Benennungen mit Hausnummern (zur Aufrechterhaltung der Sicherheit und Ordnung) identisch und dienten in früherer Zeit mehr als Lagebezeichnung im weiteren Sinn. 1810 wurde die erste Hausnummerierung eingeführt, die am Steeler Tor der Essener Stadtmauer mit Nr. 1 begann und mit dem Haus Nr. 719 an der → Burgstraße endete. Damit orientierte sie sich nicht an Straßennamen. Am 26. April 1861 beschloss die Stadtverordnetenversammlung die Änderung nach der zuvor durch die Commission für Wege- und Bausachen erarbeiteten Grundsätze für die neue Nummerierung der Häuser und Bezeichnung der Straßen und öffentlichen Plätze. Darin stand, dass im Stadtkern, nämlich innerhalb der Akazien-, Linden-, Kastanien- und Postallee eine Nummerierung nach Straßen aufgebaut werden sollte. So erhielten die bisher nicht öffentlichen Straßennamen ihren neuen amtlichen Charakter.
Der Stadtteil Stadtkern wird, im Nordosten beginnend, im Uhrzeigersinn folgendermaßen begrenzt:

Viehofer Platz zum Nordviertel, Schützenbahn, Ribbeckstraße, Alfredistraße, Gustav-Hicking-Straße, Steeler Straße, Varnhorststraße, Bernestraße, Hollestraße und Gildehofstraße zum Ostviertel, Essener Hauptbahnhof und Bert-Brecht-Straße zum Südviertel, Hindenburgstraße, Limbecker Platz, Ostfeldstraße, Berliner Platz und Friedrich-Ebert-Straße zum Westviertel.
Im Stadtkern gibt es 82 benannte Verkehrsflächen, darunter 20 Plätze. 15 Straßen befinden sich nur teilweise im Stadtteil:

Ribbeck-, Alfredi-, Gustav-Hicking- und Varnhorststraße bilden die Grenze zum Ostviertel, Steeler Straße und Hollestraße werden im Ostviertel fortgesetzt. Die Schützenbahn und die Altenessener Straße verlaufen weiter im Nordviertel, Am Hauptbahnhof südlich vom Hauptbahnhof im Südviertel. Friedrich-Ebert-, Ostfeld- und Hindenburgstraße bilden die Grenze zum Westviertel, Hache- und Maxstraße sowie die Alfred-Herrhausen-Brücke werden im Westviertel fortgeführt.
Durch den Essener Stadtkern verlaufen:
- die Landesstraße L 448 auf der Schützenbahn, der Varnhorststraße und die
- die Landesstraße L 452 auf der Friedrich-Ebert-Straße.

## Liste der Straßen und Plätze
Die nachfolgende Tabelle gibt eine Übersicht über die vorhandenen Straßen, Wege und Plätze im Stadtteil sowie einige dazugehörige Informationen.
- Name: aktuelle Bezeichnung der Straße oder des Platzes.
- Länge/Maße in Metern:
 Die in der Übersicht enthaltenen Längenangaben sind gerundete Übersichtswerte, die in Google Earth mit dem dortigen Maßstab ermittelt wurden. Sie dienen Vergleichszwecken und werden, sofern amtliche Werte bekannt sind, ausgetauscht und gesondert gekennzeichnet.
 Bei Plätzen sind die Maße in der Form a × b angegeben.
 Der Zusatz (im Stadtteil) gibt an, dass die Länge die des Straßenabschnitts innerhalb des Stadtkerns ist, da die Straße in benachbarte Stadtteile weitergeführt wird.
 Der Zusatz (alle Straßenabschnitte zusammen) gibt an, dass die Straße so verwinkelt ist, dass keine „Hauptstraße“ besteht. Stattdessen wird die Länge aller Straßenabschnitte zusammengezählt.
- Herleitung: Ursprung oder Bezug des Namens
- Datum der Benennung: amtliche Erstbenennung
- Anmerkungen: zusätzliche Informationen
- Bild: Foto der Straße oder eines anliegenden Objekts

| Name                     | Länge/Maße (in Metern)                       | Herleitung                                                                  | Datum der Benennung    | Bemerkungen | Bild                                                                                                |
| ------------------------ | -------------------------------------------- | --------------------------------------------------------------------------- | ---------------------- | --- | --------------------------------------------------------------------------------------------------- |
| Akazienallee             | 180                                          | Akazien, Pflanzengattung                                                    | um 1860                | Nach Abbruch der Essener Stadtmauer war ein ringförmiges Gelände rund um die Stadt herum entstanden, das auf Vorschlag von Friedrich Krupp (1823) in eine Promenade mit Alleen von Linden, Akazien, Eschen, Kastanien, Ahorn, Pappeln und Ebereschen verwandelt wurde. Innerhalb der nächsten Jahre wurden die Grundstücke an dieser Promenade verkauft, die Bäume entfernt und das Gelände bebaut, sodass heute nur noch die Bezeichnungen Akazien-, Kastanien- und Lindenallee sowie einst die Postallee an diese Ringstraßen erinnern. Die Akazienallee liegt im Südosten und verbindet die Lindenallee mit der I. Dellbrügge. | Akazienallee                                                                                        |
| Alfred-Herrhausen-Brücke | 120 im Stadtteil                             | Alfred Herrhausen, 1930–1989, Bankmanager                                   | 17. Aug. 1994          | Die Alfred-Herrhausen-Brücke ist eine Brücke aus dem Waldthausenpark zum Heinz-Renner-Platz im Westviertel. Sie ist nach dem Bankmanager Alfred Herrhausen benannt, der den Initiativkreis Ruhrgebiet mitbegründete und unter dessen Führung die Deutsche Bank zu einer der wichtigsten internationalen Geschäftsbanken aufstieg. Er starb 1989 bei einem Attentat in Bad Homburg. Bis 1994 hieß die 1965 errichtete Brücke Waldthausenbrücke. | Alfred-Herrhausen-Brücke                                                                            |
| Alfredistraße            | 240                                          | Altfrid, 800–874, Gründer des Stifts Essen und Heiliger                     | 17. Jan. 1868          | Die Alfredistraße führt von der Schützenbahn im Stadtkern ostwärts bis zur Gustav-Hicking-Straße und bildet einen Teil der Grenze zum Ostviertel. Sie führt am 1957 aufgehobenen Alfrediplatz vorbei, an dem sich der Alfredi-Brunnen befand. | Alfredistraße                                                                                       |
| Altenessener Straße      | 45 (im Stadtteil)                            | Straße nach Altenessen                                                      | 7. Aug. 1908           | Die Altenessener Straße, die ursprünglich Viehofer Chaussee hieß, führt vom Viehofer Platz nach Norden durch den Stadtteil Nordviertel weiter nach Altenessen. | Alfredistraße                                                                                       |
| Am Glockenspiel          | 35                                           | Essener Glockenspiel der Firma Josef Deiter                                 | 31. März 1955          | Die Gasse Am Glockenspiel verbindet Rathenaustraße und Kettwiger Straße in Höhe des Glockenspiels an der Fassade des Geschäftshauses der Firma Josef Deiter. | Glockenspiel                                                                                        |
| Am Handelshof            | 190                                          | Hotel Handelshof                                                            | 30. Mai 1913           | Die Straße Am Handelshof führt als Verlängerung der Lindenallee ostwärts zur Gildehofstraße. Der Handelshof wurde 1911/1912 als Kombination aus Hotel und Büro- und Geschäftshaus errichtet. Da das Gebäude zum Teil auf dem alten Straßenverlauf der Bachstraße liegt, wurde die Straße an der Rückseite des Handelshof, bis hin zum Hotel Vereinshaus, seit 1975 Essener Hof, 1913 in Am Handelshof umbenannt. Der westliche Teil der verbliebenen Bachstraße, an der Rückseite des Haus der Technik, bis zur Gildehofstraße hin, wurde zu Gunsten der Kettwiger Bachstraße, mit der Eingemeindung Kettwigs 1975, auch in Am Handelshof umbenannt. | Am Handelshof                                                                                       |
| Am Hauptbahnhof          | 290 im Stadtteil                             | Essen Hauptbahnhof                                                          | 30. Mai 1913           | Am Hauptbahnhof liegt direkt vor dem 1902 errichteten und 1918 erweiterten Hauptbahnhof der Stadt Essen. Die Straße unterquert die Gleise des Bahnhofs und führt östlich bis zur Gildehofstraße, hinter der sie als Hollestraße fortgeführt wird. | Am Hauptbahnhof                                                                                     |
| Am Porscheplatz          | 230                                          | Porscheplatz                                                                | 19. Sep. 1978          | Die Straße Am Porscheplatz verläuft unterhalb des westlichen Eingangsbereiches des Einkaufszentrums Rathaus Galerie, das 1979 als Brückenkonstruktion über den ehemaligen Omnibusbahnhof Porscheplatz gebaut wurde. Sie beginnt am Zwölfling und endet an der Fontänengasse. Von dort gab es einen Aufgang zur darüber liegenden Porschekanzel, der 2002 mit der Gedenkstätte „Stadtwunde“ geschlossen wurde, die an das hier befindliche KZ-Außenlager Schwarze Poth erinnert. Die einstige Straße Schwarze Poth verlief in Ost-West-Richtung etwa von der Gedenkstätte zur Schützenbahn, also unterhalb der heutigen Rathaus Galerie. | Gedenkstätte Stadtwunde                                                                             |
| Am Waldthausenpark       | 120                                          | Waldthausenpark, Parkanlage                                                 | 25. Feb. 1937          | Der angrenzende Waldthausenpark gehörte früher dem Bankier Albert von Waldthausen. Beim Erwerb der Villa Waldthausen durch die Stadt Essen 1936 wurde vertraglich festgelegt, dass das Grundstück als öffentliche Grünanlage den Namen Waldthausenpark tragen muss. Die Straße Am Waldthausenpark führt vom Waldthausenpark zum II. Hagen. Bis 1937 hieß sie Hochstraße. | Am Waldthausenpark                                                                                  |
| An der Reichsbank        | 110                                          | Reichsbank-Stelle Essen                                                     | 9. Juli 1915           | Hier wurde 1907 der Neubau der Essener Reichsbank-Filiale errichtet. Die Straße verbindet Lindenallee und Hachestraße und trug bis 1915 den Namen Neustraße. | An der Reichsbank                                                                                   |
| An St. Quintin           | 40                                           | St.-Quintins-Kapelle, abgebrochene katholische Kirche                       | 24. Sep. 1923          | Die Quintinskapelle neben der Münsterkirche war die wohl älteste Kirche des Stifts Essen und blieb auch nach dem Bau des Münsters, des heutigen Doms, noch lange in Betrieb. 1820 wurde sie abgebrochen. Die Gasse „An St. Quintin“ bildet eine kleine Stichstraße zur Kettwiger Straße unmittelbar neben dem Dom. | An St. Quintin                                                                                      |
| Berliner Platz           | 50 × 50                                      | Berlin, Hauptstadt von Deutschland                                          | 10. Juli 1964          | Der Berliner Platz liegt im Nordwesten des Stadtkerns an der Kreuzung Altendorfer Straße / Segerothstraße / Ostfeldstraße / Friedrich-Ebert-Straße. Er wurde 1964 mit der Begründung so benannt, dass das zweigeteilte Berlin täglich der ideellen und wirtschaftlichen Unterstützung der Nation bedarf. In Anwesenheit des Berliner Regierenden Bürgermeisters Heinrich Albertz erfolgte am 10. Juli 1964 die offizielle Namensgebung und die Enthüllung des Standbilds des Berliner Bären. | Berliner Platz                                                                                      |
| Bernestraße              | 550                                          | Berne, Nebengewässer der Emscher                                            | 6. Apr. 1866           | Die Berne ist ein kleiner Fluss, der heute im Bereich der Innenstadt unterirdisch fließt und als Abwasserkanal dient. Die Bernestraße führte ursprünglich Alfredistr. hinauf zur Hollestr. Im Zuge des Ausbaus des Ruhrschnellwegs wurde sie tiefer gelegt und unterquert nun die Hollestr. und den östlichen Bereich des Hauptbahnhofs durch einen 170 Meter Tunnel parallel zur Gildehofstr. und geht an den Helbingbrücken in die Helbingstraße ins Südviertel über. | Bernestraße                                                                                         |
| Brandstraße              | 75                                           | erinnert an die Brandrodung                                                 | um 1860                | Der Wald, der ursprünglich bis an die Stadtmauer reichte, wurde durch Brandrodung beseitigt. Daher rühren die Straßennamen Brandstraße und Rottstraße. Bereits 1485 taucht in Schriftquellen die Bezeichnung optem Brande auf. Die Brandstraße hieß bis etwa 1860 Aufm Brande. Die Brandstraße verbindet den III. Hagen als Fortsetzung der Kibbelstraße mit dem Kennedyplatz. | Brandstraße                                                                                         |
| Burgplatz                | 70 × 40                                      | Burgfreiheit, abgabenfreies Gebiet neben der Stadt                          | um 1860                | Der Name des Platzes ist von alters her als „Burg“ oder „Burgfreiheit“ überliefert. Dieser Name bezeichnet das abgabenfreie Gebiet, das neben der Stadt liegt. Ernst Kahrs (1876–1948), der Direktor des Ruhrlandmuseums, legte 1928 umfangreiche Mauerreste frei, darunter eine in Nord-Süd-Richtung verlaufende gemörtelte Bruchsteinmauer mit angrenzendem Spitzgraben und Palisade, die sich im Süden in westliche Richtung fortsetzt. Diese Anlagen gehören trotz fehlender Datierungen in die Zeit deutlich vor der Errichtung der Essener Stadtmauer 1244. Sie bildeten vermutlich eine Umwehrung des Stiftsbezirks, von der sich die Bezeichnung als Burg ableitet. Im nördlichen Bereich des Platzes befand sich früher ein Friedhof, der 1827 geschlossen und durch den Friedhof am Kettwiger Tor ersetzt wurde. 1898 wurde das Reiterstandbild Kaiser Wilhelms I. enthüllt. Der heutige Burgplatz wurde in den 1920er Jahren vor allem von der Burgplatzbau AG gestaltet, die 1928 unter anderem das Lichtburggebäude errichtete. Hier liegen außerdem das Essener Münster, das Burggymnasium und die Volkshochschule Essen. In der Zeit des Nationalsozialismus wurde der Burgplatz in Adolf-Hitler-Platz umbenannt und erhielt 1945 seinen alten Namen zurück. | Burgplatz mit Münster                                                                               |
| I. Dellbrügge            | 240                                          | „Dielenbrücke“                                                              | um 1860                | Im Mittelalter kommt der Name Dellbrügge vor, der einen Bohlenbelag bezeichnet, der 1943 wiederaufgedeckt wurde und über die mit Schutt und Morast bedeckte südöstliche Altstadt führte. Um 1860 wurden zwei Straßen als Dellbrügge bezeichnet. Die nördliche, die I. Dellbrügge, führt heute vom Theaterplatz zur Gildehofstraße, hinter der sie als Varnhorststraße fortgeführt wird. Einst endete sie an der Stadtmauer, die an der Einmündung der Akazienallee verlief und dort keinen Durchgang nach außen bot. Der spätere östliche Teil der I. Dellbrügge von der Akazienallee zur Gildehofstraße, hieß bis zum Zweiten Weltkrieg Mühlenstraße. | I. Dellbrügge                                                                                       |
| II. Dellbrügge           | 80                                           | „Dielenbrücke“                                                              | um 1860                | Im Mittelalter kommt der Name Dellbrügge vor, der einen Bohlenbelag bezeichnet, der 1943 wiederaufgedeckt wurde und über die mit Schutt und Morast bedeckte südöstliche Altstadt führte. Um 1860 wurden zwei Straßen als Dellbrügge bezeichnet, die südliche von beiden, die II. Dellbrügge, verbindet die Kettwiger Straße mit der Akazienallee. | II. Dellbrügge                                                                                      |
| Edmund-Körner-Platz      | 40 × 20                                      | Edmund Körner, 1874–1940, Architekt                                         | 30. Dez. 2008          | Der 2008 benannte Edmund-Körner-Platz ist der Platz zwischen Steeler Straße und Bernestraße vor der Alten Synagoge. Edmund Körner war ein Architekt, der zwischen 1909 und 1930 stadtbildprägende Bauten in Essen entwarf. | Edmund-Körner-Platz                                                                                 |
| Flachsmarkt              | 50 × 20                                      | alte Flachswage                                                             | vor 1400               | Der Platz nordöstlich der Marktkirche wird im Jahr 1400 erstmals als vlasmarket erwähnt. Er stammt von der Flachs- oder Garnwaage in einem Häuschen neben der Sakristei der Kirche, die 1467 in einer Urkunde genannt wird. | Flachsmarkt                                                                                         |
| Fontänengasse            | 120                                          | alter Brunnen                                                               | um 1860                | An der Fontänengasse zwischen Kopstadtplatz und Porscheplatz befand sich früher der nördlichste der vier Brunnen (Fontänen) der Stadt, nämlich an der Kreuzung zur Viehofer Straße. Nach diesem Brunnen ist die Fontänengasse benannt. | Fontänengasse                                                                                       |
| Friedensplatz            | 75 × 20                                      | Frieden                                                                     | 2. Feb. 2024           | Der Friedensplatz liegt zwischen Kennedyplatz und Kettwiger Straße, direkt westlich des Essener Münsters. Hier befindet sich das Denkmal des Wachsamen Hähnchens, als Wahrzeichen und Kriegerdenkmal. Der Platz hieß bis 1994 Kurienplatz und dann bis 2024 Kardinal-Hengsbach-Platz. | Friedensplatz                                                                                       |
| Friedrich-Ebert-Straße   | 600                                          | Friedrich Ebert, 1871–1925, deutscher Politiker und erster Reichspräsident  | 2. Okt. 1927           | Die Friedrich-Ebert-Straße verbindet den Limbecker Platz mit dem Rheinischen Platz und bildet ab der Kreuzung Berliner Platz / Kreuzeskirchstraße die nördliche Grenze des Stadtkerns zum Westviertel. Zwischen den Häusern Nr. 62 und Nr. 66 führt eine Treppe aufwärts zur Kastanienallee. Sie hieß seit 1865 Grabenstraße und erhielt 1927 ihren heutigen Namen. Während der Zeit des Nationalsozialismus trug die Straße den Namen Schlageterstraße, bevor sie 1945 zunächst den Namen Ebertstraße, dann den Namen Friedrich-Ebert-Straße zurückerhielt. | Friedrich-Ebert Straße                                                                              |
| Gänsemarkt               | 200                                          | überlieferter Name                                                          | vor 1926               | Der Platz wird im 1711 als Gosemarkt erstmals erwähnt. Vor 1926 erhielt die Straße zwischen Kastanienallee und I. Weberstraße auch offiziell den Namen Gänsemarkt. | Gänsemarkt                                                                                          |
| Gerswidastraße           | 220                                          | Gerswida, gestorben um 870, erste Essener Äbtissin                          | 13. Juni 1966          | Die Gerswidastraße führt von der Kastanienallee südwärts zum Gänsemarkt. Bis 1966 hieß sie II. Weberstraße. | Gerswidastraße                                                                                      |
| Gildehofstraße           | 230                                          | zum Gildehof gehörige Mühle                                                 | 16. Mai 1902           | Hier stand früher die Mühle, die zum Gildehof gehörte, der seit 1371 oft genannt wird und außerhalb der Essener Stadtmauer zwischen dem Teich der Äbtissin und dem Kettwiger Tor lag. Seine Bedeutung ist nicht bekannt. Er umschloss ein Lehnsgut namens „Vischersmole“, mit dem die Essener Äbtissinnen die Stadt Essen belehnt hatten. Die Gildehofstraße bildet die südliche Verlängerung der westlichen Fahrbahn der Bernestraße hinter der I. Dellbrügge. Sie führt durch den Gildehoftunnel und unterquert dabei die Hollestraße und den Hauptbahnhof. Im Südviertel wird sie von der Helbingstraße fortgeführt. Zwischen 1868 und 1902 trug sie den Namen Amalienstraße. | Gildehofstraße                                                                                      |
| Gladbecker Straße        | 140 (im Stadtteil)                           | Hauptausfallstraße nach Gladbeck                                            | 9. Aug. 1927           | Die Gladbecker Straße, die ab den 1930er Jahren in ihrer heutigen Form als Hauptstraße ausgebaut wurde, verläuft vom Viehofer Platz nach Norden durch die weiteren Stadtteile Nordviertel, Altenessen, Vogelheim und Karnap. Sie ist im weiteren Verlauf Teil der Bundesstraße 224. | Gladbecker Straße                                                                                   |
| Gustav-Hicking-Straße    | 120 im Stadtteil                             | Gustav Hicking, 1821–1878, Kaufmann und Grundbesitzer                       | 8. März 1977           | Die Gustav-Hicking-Straße, die zwischen Steeler Straße und Alfredistraße ein Stück der Grenze zwischen Stadtkern und Ostviertel bildet und dann im Ostviertel fortgesetzt wird, ist nach dem Besitzer der Grundstücke benannt, auf denen die Straße angelegt wurde. Hicking war Mitbegründer der Bergbaugesellschaft Neu-Essen und der Actien-Bierbrauerei in Essen an der Ruhr, der späteren Stern-Brauerei. Bis 1977 hieß die Straße Gustavstraße. | Gustav-Hicking-Straße                                                                               |
| Hachestraße              | 350 im Stadtteil                             | Gustav Hache, Oberbürgermeister der Stadt Essen                             | 5. Juni 1934           | Der Name der Hachestraße, die vom Willy-Brandt-Platz westwärts zur Hindenburgstraße führt und dann im Westviertel fortgesetzt wird, ehrt Gustav Hache, der von 1868 bis 1873 Bürgermeister, dann von 1873 bis 1886 Oberbürgermeister der Stadt Essen war. Ursprünglich hieß die Straße Am Bahnhof, seit 1868 Märkische Straße. | Hachestraße                                                                                         |
| I. Hagen                 | 90                                           | Hagen, alte Verteidigungsanlage                                             | 9. Juli 1915           | Vor der Essener Stadtmauer befand sich eine großzügiges Schanzwerk aus Dorn- und Buschhecken, der Hagen, auch der Begriff inne Haghene wird genannt. Dort entstanden später Wohnstraßen, die in dreimalig gleichem Abstand dem Verlauf des alten Hagens folgten. Der I. Hagen war und ist die östlichste Straße und verbindet bis heute mit dem parallel verkaufenden II. Hagen den Theater- mit dem Kennedyplatz. Bis 1915 trug sie den Namen I. Hagenstraße (ursprünglich Vorderste Hagen), 1937 wurde sie um die Hochstraße verlängert. | I. Hagen                                                                                            |
| II. Hagen                | 120                                          | Hagen, alte Verteidigungsanlage                                             | 9. Juli 1915           | Vor der Stadtmauer befand sich eine großzügiges Schanzwerk aus Dorn- und Buschhecken, der Hagen, auch der Begriff inne Haghene wird genannt. Dort entstanden später Wohnstraßen, die in dreimalig gleichem Abstand dem Verlauf des alten Hagens folgten. Der II. Hagen war und ist die mittlere Straße und verbindet bis heute mit dem parallel verkaufenden I. Hagen den Theater- mit dem Kennedyplatz. Bis 1915 trug er den Namen II. Hagenstraße (ursprünglich Mittelste Hagen). | II. Hagen                                                                                           |
| III. Hagen               | 500                                          | Hagen, alte Verteidigungsanlage                                             | 9. Juli 1915           | Vor der Stadtmauer befand sich eine großzügiges Schanzwerk aus Dorn- und Buschhecken, der Hagen, auch der Begriff inne Haghene wird genannt. Dort entstanden später Wohnstraßen, die in dreimalig gleichem Abstand dem Verlauf des alten Hagens folgten. Der III. Hagen war und ist die westlichste Straße. Sie führt vom Hans-Toussaint-Platz nordwärts bis zur Limbecker Straße, zwischen Trentelgasse und Vereinstraße parallel zum I. und II. Hagen. Bis 1915 trug er den Namen III. Hagenstraße (ursprünglich Hinterste Hagen). | Sparkasse am III. Hagen                                                                             |
| Hans-Toussaint-Platz     | 15 × 15                                      | Hans Toussaint, 1902–1977, Oberbürgermeister von Essen                      | 17. Aug. 1994          | Der Hans-Toussaint-Platz ist nach dem Kaufmann und Politiker Hans Toussaint (CDU) benannt, der zwischen 1949 und 1956 Oberbürgermeister von Essen war. Der Platz liegt an der Kreuzung Lindenallee/III. Hagen/Kapuzinergasse. | Deutschlandhaus am Hans-Toussaint-Platz                                                             |
| Heinrich-Reisner-Platz   | 40 × 30                                      | Heinrich Reisner, 1881–1969, Gründer des Hauses der Technik                 | 21. Sep. 2010          | Der Heinrich-Reisner-Platz liegt im Südosten des Stadtkerns an der Kreuzung Am Handelshof/Teichstraße/Am Hauptbahnhof. | Heinrich-Reisner-Platz                                                                              |
| Henriettenstraße         | 140                                          | Henriette Gräber, 1850–1926, Tochter des Grundeigentümers Max Huyssen       | 10. Juni 1887          | Die Henriettenstraße, die Maxstraße und die Selmastraße wurden auf dem Gelände des Kaufmanns und Grundeigentümers Max Huyssen angelegt und sind daher nach ihm, seiner Tochter Henriette und seiner Schwiegertochter Selma benannt. Die Henriettenstraße verbindet Max- und Hachestraße. | Henriettenstraße                                                                                    |
| Hindenburgstraße         | 550                                          | Paul von Hindenburg, 1847–1934, Generalfeldmarschall und Politiker          | 2. Okt. 1927           | Die ehemalige Bahnhofstraße, die die Westgrenze des Stadtkerns bildet und als Fortsetzung der Bismarckstraße im Südviertel von der Hachestraße bis zum Limbecker Platz führt, wurde 1927 zum achtzigsten Geburtstag von Paul von Hindenburg nach ihm benannt. | Hindenburgstraße                                                                                    |
| Hirschlandplatz          | 80 × 40                                      | Hirschland, jüdische Familie                                                | 7. März 1985           | Der Hirschlandplatz zwischen Trentelgasse, III. Hagen, Kapuzinergasse und Theaterplatz erinnert an die jüdische Familie Hirschland und die Simon Hirschland Bank, die 1938 während der Zeit des Nationalsozialismus zwangsliquidiert wurde. Die Familie Hirschland emigrierte über die Niederlande nach New York. Bis 1985 trug der Platz den Namen Wiener Platz. | Hirschlandplatz                                                                                     |
| Hollestraße              | 120 im Stadtteil                             | Wilhelm Holle, 1866–1945, Oberbürgermeister von Essen                       | 2. Apr. 1932           | Wilhelm Holle war zwischen 1906 und 1918 Oberbürgermeister von Essen. Die Hollestraße (bis 1932 Hansastraße) führt als Verlängerung von Am Hauptbahnhof hinter dem Heinrich-Reisner-Platz ins Ostviertel. | Haus der Technik an der Hollestraße                                                                 |
| Ilse-Menz-Weg            | 55                                           | Ilse Menz, 1912–1995, Betreiberin der Lichtburg                             | 20. Apr. 2004          | Der Ilse-Menz-Weg ist eine kurze Verbindung zwischen der I. Dellbrügge und dem Burgplatz. Bis 2004 unbenannt ehrt die Gasse heute Ilse Menz, die fünfzig Jahre lang die Essener Film- und Kino-Geschichte als Betreiberin der Lichtburg prägte. | Ilse-Menz-Weg                                                                                       |
| Kapuzinergasse           | 150                                          | ehemaliges Kapuzinerkloster Essen                                           | um 1860                | An der Stelle der heutigen Santander-Bank befand sich zwischen 1618 und 1912 das Kloster der Kapuziner, die 1613 als Verfechter der Gegenreformation nach Essen kamen. Das Kloster wurde 1831 durch den preußischen Staat aufgehoben, woraufhin die Gebäude zunächst an die katholischen Pfarrgemeinden St. Gertrud und St. Johann übergingen, später an den Orden der Barmherzigen Schwestern von der Heiligen Elisabeth, die dort ein Krankenhaus eröffneten. Abgesehen von der Klosterkirche wurden die Gebäude 1891 niedergelegt, um ein neues Krankenhaus zu errichten, das bis 1913 betrieben wurde, bevor daraus das Elisabeth-Krankenhaus außerhalb der damaligen Stadt hervorging. Das Krankenhaus an der Kapuzinergasse und die Klosterkirche wurden daraufhin 1912 abgerissen, um stattdessen das Hotel Kaiserhof zu erbauen, das 1974/1975 durch das heutige Bankgebäude ersetzt wurde. Die Kapuzinergasse führt vom Hans-Toussaint-Platz ostwärts bis zur Kettwiger Straße. Sie erhielt ihren Namen offiziell um 1860, wurde aber schon im 18. Jahrhundert so bezeichnet. | Kapuzinergasse                                                                                      |
| Kastanienallee           | 500                                          | Kastanien, Baumgattung                                                      | um 1860                | Nach Abbruch der Essener Stadtmauer war ein ringförmiges Gelände rund um die Stadt herum entstanden, das auf Vorschlag von Friedrich Krupp (1823) in eine Promenade mit Alleen von Linden, Akazien, Eschen, Kastanien, Ahorn, Pappeln und Ebereschen verwandelt wurde. Innerhalb der nächsten Jahre wurden die Grundstücke an dieser Promenade verkauft, die Bäume entfernt und das Gelände bebaut, sodass heute nur noch die Bezeichnungen Akazien-, Kastanien- und Lindenallee sowie einst die Postallee an diese Ringstraßen erinnern. Die Kastanienallee liegt im Nordwesten und führt von der Limbecker Straße als Fortsetzung der Lindenallee bogenförmig bis zum Pferdemarkt. Zwischen den Häusern Nr. 46 und Nr. 48 führt eine Treppe abwärts zur Friedrich-Ebert-Straße. | Kastanienallee                                                                                      |
| Kasteienstraße           | 70                                           | Kastanien, Baumgattung                                                      | um 1860                | „Kasteie“ ist eine mundartliche Bezeichnung für „Kastanie“. Diese 1612 angelegte Gasse verbindet Rott- und Viehofer Straße und war wohl ursprünglich mit Kastanien bewachsen. | Kasteienstraße                                                                                      |
| Kennedyplatz             | 140 × 60                                     | John F. Kennedy, 1917–1963, 35. Präsident der Vereinigten Staaten           | 17. Dez. 1963          | John Fitzgerald Kennedy war zwischen 1961 und 1963 Präsident der USA. Der nach ihm benannte Kennedyplatz bildet das Zentrum des Stadtkerns, an ihn grenzen folgende neun Straßen: Brandstraße, I. Hagen, II. Hagen, Kardinal-Hengsbach-Platz, Kornmarkt, Markt, Salzmarkt, Schwarze Horn und Vereinstraße. Bis 1963 hieß er Gildenplatz. | Kennedyplatz                                                                                        |
| Kettwiger Straße         | 500                                          | Kettwig, Nachbarschaft innerhalb der Essener Stadtmauer                     | vor 1826               | Die Kettwiger Straße bildet die Nord-Süd-Verbindung zwischen Hauptbahnhof und Flachsmarkt und ist eine zentrale Einkaufsstraße im Stadtkern. Sie ist nach der Bauerschaft Kettwig benannt, die südlich innerhalb der Stadtmauer am Kettwiger Tor lag (hat nichts mit dem heutigen Stadtteil Kettwig zu tun). Die Straße hieß ursprünglich bereits Kettwiger Straße, im nördlichen Teil zwischen der Straße I. Dellbrügge und Marktkirche In der Burg und ab etwa 1860 Burgstraße. 1933 wurden beide Straßen und die nördlichere Viehofer Straße zur Zeit des Nationalsozialismus zur Adolf-Hitler-Straße zusammengefasst, die dann 1945 wieder in Kettwiger Straße und Viehofer Straße umbenannt wurde. | Kettwiger Straße                                                                                    |
| Kibbelstraße             | 210                                          | Streitstraße                                                                | vor 1826               | Der Name Kibbelstraße war bereits im 17. Jahrhundert gebräuchlich und leitet sich vom niederdeutschen kibbeln ab, das so viel wie einen kleinen Streit haben, sich kebbeln bedeutet. Die Kibbelstraße führt vom Limbecker Platz ostwärts zum III. Hagen, hinter dem sie als Brandstraße fortgeführt wird. | Kibbelstraße                                                                                        |
| Kleine Kronenstraße      | 55                                           | siehe Kronenstraße                                                          | 7. Feb. 1907           | Die Kleine Kronenstraße ist eine kurze Verbindung zwischen der Kronen- und der Kreuzeskirchstraße. | Kleine Kronenstraße                                                                                 |
| Kopstadtplatz            | 60 × 50                                      | Johann Conrad Kopstadt, 1758–1834, Bürgermeister von Essen                  | um 1860                | Johann Conrad Kopstadt war zwischen 1821 und 1833 Bürgermeister von Essen. Aus der Familie Kopstadt gingen ebenfalls die Bürgermeister Johann Heinrich Kopstadt (1734–1750) und Henrich Arnold Kopstadt (1763–1786) hervor. Der Kopstadtplatz befindet sich zwischen Limbecker Straße, I. Weberstraße und Rottstraße und war ursprünglich Teil der ehemaligen Brinkstraße. | Kopstadtplatz                                                                                       |
| Kornmarkt                | 140 (alle Straßenabschnitte zusammengefasst) | überlieferter Name                                                          | Anfang 17. Jahrhundert | Anfang des 17. Jahrhunderts wurde der Platz zwischen Schwarze Horn, Markt und Kennedyplatz angelegt und folgend Kornmarkt genannt. Ein schmaler Durchgang verbindet bei Haus Nummer 15 den Kornmarkt mit der Limbecker Straße. | Kornmarkt                                                                                           |
| Kreuzeskirchstraße       | 450                                          | Kreuzeskirche                                                               | 16. Dez. 1970          | Die Kreuzeskirchstraße ist nach der benachbarten Kreuzeskirche benannt, die 1894 bis 1896 erbaut und am 31. Dezember 1896 eingeweiht wurde. Die Straße führt von der Friedrich-Ebert-Straße ostwärts durch das Weberviertel bis zur Viehofer Straße. Ursprünglich hieß der Teil zwischen Gerswidastraße (vor 1826 II. Weberstraße) und I. Weberstraße Kurze Straße. Vor 1895 wurde der weiterführende Teil zwischen Weber- und Rottstraße (damals Auf´m Rott) Hahnengasse sowie der zwischen Rott- und Viehofer Straße Bruckmannsgate genannt. | Kreuzeskirchstraße                                                                                  |
| Kronenstraße             | 100                                          | Zur Goldenen Krone, ehemaliges Gasthaus                                     | 7. Feb. 1908           | Ursprünglich hieß diese Gasse zwischen Rott- und Viehofer Straße Pottgasse, ein Name mit damals schlechtem Anklang. Daher wurde die Straße auf Wunsch des Anliegers nach dem alten Gasthaus Zur Goldenen Krone benannt, das 1607 gegründet wurde und am Kopstadtplatz lag. | Kronenstraße                                                                                        |
| Kunzestraße              | 35                                           | Conséquence, im Volksmund Kunzekanze                                        | 10. Juni 1887          | Der Name der Kunzestraße, einer kleinen Verbindung zwischen Kibbel- und Limbecker Straße, lässt sich anhand der sprachlichen Veränderungen erklären. Zwischen 1806 und 1813 nannten die Franzosen die wegen des Limbecker Stadttores im Knick verlaufende Gasse en conséquence, was man etwa mit Fortsetzung übersetzen kann. Mit dem fremdsprachigen Namen konnte man nichts anfangen und verballhornte ihn zu Consekans, dem Namen, den diese Gasse 1810 trägt. Später bildete man daraus Kunzekanze, woraus 1887 der offizielle Name Kunzestraße entstand. | Kunzestraße                                                                                         |
| Limbecker Platz          | 110 × 60                                     | Limbecke, alter Bachlauf                                                    | um 1865                | Am Limbecker Platz, der heute größtenteils durch das gleichnamige Einkaufszentrum überbaut ist, floss früher die namensgebende Lindenbecke oder Limbecke entlang. Zwischen 1933 und 1945 trug der Limbecker Platz den Namen Thomaeplatz. | Limbecker Platz                                                                                     |
| Limbecker Straße         | 450                                          | Limbecke, alter Bachlauf                                                    | vor 1500               | Der Name dieser Straße ist erstmals 1323 als platea Lynnebeke erwähnt und leitet sich von der Bauerschaft Limbecke her, die neben der Grintberger, der Kettwiger und der Viehofer Bauerschaft eine der vier Viertel innerhalb der Essener Stadtmauer darstellte. Die Limbecker Straße führt vom Limbecker Platz ostwärts durch den Stadtkern und endet am Markt. Ein schmaler Durchgang verbindet beim Haus Kornmarkt 15 die Limbecker Straße und den Kornmarkt. | Limbecker Straße                                                                                    |
| Lindenallee              | 800                                          | Linden (Gattung), Baumgattung                                               | um 1860                | Nach Abbruch der Essener Stadtmauer war ein ringförmiges Gelände rund um die Stadt herum entstanden, das auf Vorschlag von Friedrich Krupp (1823) in eine Promenade mit Alleen von Linden, Akazien, Eschen, Kastanien, Ahorn, Pappeln und Ebereschen verwandelt wurde. Innerhalb der nächsten Jahre wurden die Grundstücke an dieser Promenade verkauft, die Bäume entfernt und das Gelände bebaut, sodass heute nur noch die Bezeichnungen Akazien-, Kastanien- und Lindenallee sowie einst die Postallee an diese Ringstraßen erinnern. Die Lindenallee liegt im Südwesten, beginnt als Verlängerung der Akazienallee hinter Am Handelshof im Süden und folgt dann dem alten Verlauf des Walls in Richtung Westen, wo sie im Nordwesten hinter der Limbecker Straße als Kastanienallee fortgesetzt wird. | Lindenallee                                                                                         |
| Logenstraße              | 200                                          | Freimaurerloge Alfred zur Linde                                             | 26. Apr. 1861          | An der Logenstraße wurde 1860 das Haus der Freimaurerloge Alfred zur Linde errichtet, deren Logenhaus seit 1961 im Südviertel liegt. Die Logenstraße verbindet den Limbecker Platz mit dem Salzmarkt. In der Zeit des Nationalsozialismus von 1936 bis 1945 hieß sie Schutzwehr. | Logenstraße                                                                                         |
| Markt                    | 50 × 40                                      | alter Marktplatz                                                            | 16. Jahrhundert        | Der heute als Markt bezeichnete Platz zeichnet den zentralen und ursprünglichen Teil des Essener Marktes aus, der sich erst im Laufe der Zeit auf verschiedene Plätze, wie den heutigen Flachsmarkt, Kornmarkt, Salzmarkt oder Kennedyplatz ausgedehnt hat. Der heutige Markt ist der Platz zwischen Kennedyplatz und Flachsmarkt, wo sich auch die Marktkirche befindet. | Markt                                                                                               |
| Maxstraße                | 200                                          | Max Huyssen, 1818–1879, Kaufmann und Grundeigentümer                        | 17. Jan. 1868          | Die Henriettenstraße, die Maxstraße und die Selmastraße wurden auf dem Gelände des Kaufmanns und Grundeigentümers Max Huyssen angelegt und sind daher nach ihm, seiner Tochter Henriette und seiner Schwiegertochter Selma benannt. Die Maxstraße führt von der Lindenallee zur Hindenburgstraße und wird hinter dieser im Westviertel fortgeführt. | Maxstraße                                                                                           |
| Mechtildisstraße         | 95                                           | Mechtild, 949–1011, Äbtissin des Stifts Essen                               | 8. Juli 1892           | Mechtild oder Mathilde war eine Enkeltochter von Kaiser Otto dem Großen und gilt als bedeutendste Äbtissin von Essen. Die nach ihr benannte Straße hieß bis Juli 1892 Bungertstraße, zuvor bis Mai 1892 Im Ort. Die Mechtildisstraße liegt im Weberviertel und verbindet Gerswida- mit der I. Weberstraße. | Mechtildisstraße                                                                                    |
| Ostfeldstraße            | 260                                          | Ostfeld, Flurname                                                           | um 1872                | Die Flur Ostfeld liegt im Westen der Stadt Essen, vermutlich bezieht sich ihr Name daher auf den Oberhof Ehrenzell. Die Ostfeldstraße führt vom Berliner Platz zum Limbecker Platz und bildet dabei die Grenze zwischen den Stadtteilen Westviertel und Stadtkern. | Ostfeldstraße                                                                                       |
| Pferdemarkt              | 200                                          | überlieferter Name                                                          | um 1860                | Am Pferdemarkt wurden wahrscheinlich gezähmte Wildpferde aus den Emscherbrüchen verkauft, was zu diesem Namen führte. Er wird nach 1711 entstanden sein. Die Straße Pferdemarkt führt von der Straße Schützenbahn westwärts zur Rottstraße. Als Kuriosum sind in der Zufahrt des Innenhofs am nordöstlichen Ende des Pferdemarkts noch Reste der alten Straßenbahngleise zu sehen. | Pferdemarkt                                                                                         |
| Porschekanzel            | 50                                           | Ferdinand Porsche, 1875–1951, Autoingenieur                                 | 31. Okt. 1957          | Die Porschekanzel ist ein Platz, der den westlichen Eingangsbereich zum Einkaufszentrum Rathaus Galerie bildet. Siehe auch Porscheplatz. | Eingangsbereich zur Rathaus Galerie an der Porschekanzel                                            |
| Porscheplatz             | 130 × 70                                     | Ferdinand Porsche, 1875–1951, Autoingenieur                                 | 4. Juli 1951           | Der Porscheplatz wurde 1951, einige Monate nach dem Tod von Ferdinand Porsche, nach dem Kraftfahrzeug-Konstrukteur, Autoingenieur und Unternehmer benannt. Der heute kaum noch als solcher auszumachende Porscheplatz wurde 1979 durch die Rathaus Galerie größtenteils überbaut. Bis 2001 trugen die heute Rathaus Essen genannte U-Bahn-Station und der ebenso genannte Omnibusbahnhof die Bezeichnung Porscheplatz. Der Platz entstand erst nach dem Zweiten Weltkrieg, als die kleinteilige Bebauung mit Häusern zerstört worden war. Hier begann zuvor die nach Norden führende Postallee, die etwa am heutigen Fußweg westlich der Straße Schützenbahn verlief. Im Bereich des Porscheplatzes verlief in Ost-West-Richtung zwischen der heutigen Straße Am Porscheplatz und der Straße Schützenbahn die Straße Schwarze Poth. | Porscheplatz an der Rathaus Galerie                                                                 |
| Rathenaustraße           | 170                                          | Walther Rathenau, 1867–1922, deutscher Politiker und Reichsaußenminister    | 13. Sep. 1922          | Die Rathenaustraße führt vom Theaterplatz zum Willy-Brandt-Platz. Ursprünglich hieß sie Theaterstraße, seit 1922 Rathenaustraße. Während der Zeit des Nationalsozialismus wurde sie in Dietrich-Eckart-Straße umbenannt und erhielt 1945 ihren alten Namen zurück. | Rathenaustraße                                                                                      |
| Ribbeckstraße            | 350                                          | Konrad Ribbeck, 1861–1929, Oberlehrer und Stadtarchivar                     | 31. Mai 1930           | Konrad Ribbeck war Oberlehrer am Burggymnasium und seit 1893 nebenamtlich Essener Stadtarchivar. Er hat sich große Verdienste um die Erforschung der Stadtgeschichte erworben und war lange Vorsitzender des Historischen Vereins für Stadt und Stift Essen. Sein Grabmal ist auf dem Ostfriedhof Essen erhalten. Die ihm zu Ehren benannte Ribbeckstraße führt von der Straße Schützenbahn zur Alfredistraße. Sie hieß bis 1892 Schützenstraße und bis 1930 Augustastraße. Zwischen der Ribbeckstraße und der Straße Schützenbahn gab es den im Volksmund benannten Ribbeckplatz, der auch als Kirmesplatz diente und 1979 vom heutigen Rathaus überbaut wurde. | Ribbeckstraße                                                                                       |
| Rottstraße               | 350                                          | erinnert an die Brandrodung                                                 | vor 1826               | Der Wald, der ursprünglich bis an die Essener Stadtmauer reichte, wurde durch Brandrodung beseitigt. Daher rühren die Straßennamen Brandstraße und Rottstraße. Der Name der Rottstraße, die vom Kopstadtplatz bis zur Friedrich-Ebert-Straße führt, ist bereits vor 1826 belegt. Aber bereits 1353 taucht in Schriftquellen die Bezeichnung oppen Rode auf und weist damit auf die Besiedelung des Gebiets westlich der Viehofer Straße hin. Zur Zeit des Nationalsozialismus hieß die Rottstraße zwischen 1935 und 1945 Lichtschlagstraße. An der Rottstraße befindet sich die katholische Pfarrkirche St. Gertrud. | Rottstraße                                                                                          |
| Salzmarkt                | 60 × 35                                      | überlieferter Name                                                          | 18. Okt. 1954          | Im Spätmittelalter im Jahr 1417 wird der Platz des Salzmarktes als forum rotarum in einer lateinischen Urkunde genannt. In einer mittelniederdeutschen Urkunde aus dem Jahr 1446 taucht die Bezeichnung rademarkede auf. Der Platz zwischen III. Hagen und Kennedyplatz trägt seit 1954 offiziell den Namen Salzmarkt. | Salzmarkt                                                                                           |
| Schützenbahn             | 800 im Stadtteil                             | altes Gelände der Schützen                                                  | um 1860                | Die Straße Schützenbahn liegt auf dem Gelände der ehemaligen Schützengesellschaften, von denen es mehrere in Essen gab. Die jungen Schützen werden 1426 erstmals erwähnt, die andere Gruppe wird 1433 als die anderen Schützen, 1437 als die großen Schützen und 1438 als die alten Schützen genannt. Außerdem gab es Middelschützen, jüngste Schützen und wevele Schützen. Die Schützenbahn, ist eine Hauptverkehrsstraße im Osten des Stadtkerns, die vom Viehofer Platz bis zur Steeler Str. führt, hinter der sie in die Bernestraße übergeht. Etwa auf der Hälfte der Straße biegt eine Nebenstrasse nach Westen ab, die auch den Namen Schützenbahn führt, die Straße führt erst nach Westen und dann nach Süden und trifft auf die Fontänengasse. Im nördlichen Knick der Nebenstrasse führt eine Treppe aufwärts zur westlich gelegenen Viehoferstrasse. | Schützenbahn                                                                                        |
| Schwarze Horn            | 120                                          | im swarten Horn, alte Gaststätte                                            | vor 1862               | Der Name Schwarze Horn geht auf eine Gaststätte gleichen Namens zurück. Im 16. Jahrhundert wird die Gasse zwischen Gänsemarkt und Kennedyplatz als im swarten Horn erwähnt, vor 1826 wurde sie Schwarze Horn genannt. Um 1860 wurde sie Teil der I. Hagenstraße, 1915 Teil des II. Hagens und schließlich 1957 wieder Schwarze Horn genannt. | Schwarze Horn                                                                                       |
| Schwarze Meer            | 80                                           | dunkler Sumpf, Morast                                                       | vor 1826               | Der Name Schwarze Meer leitet sich von einem Flurnamen ab, der Meer im Sinne von Sumpf, Morast meint. Die Straße Schwarze Meer liegt im ursprünglich sumpfigen Südosten der Stadt und verbindet die I. Dellbrügge mit der II. Dellbrügge. | Schwarze Meer                                                                                       |
| Selmastraße              | 160                                          | Selma Huyssen, 1850–1892, Schwiegertochter des Grundeigentümers Max Huyssen | 10. Juni 1887          | Die Henriettenstraße, die Maxstraße und die Selmastraße wurden auf dem Gelände des Kaufmanns und Grundeigentümers Max Huyssen angelegt und sind daher nach ihm, seiner Tochter Henriette und seiner Schwiegertochter Selma benannt. Die Selmastraße verbindet Max- und Hachestraße. | Selmastraße                                                                                         |
| Steeler Straße           | 200 im Stadtteil                             | Steele, Stadtteil von Essen                                                 | 5. Juni 1908           | Die Steeler Straße beginnt im Stadtkern heute an der Alten Synagoge und führt in östlicher Richtung bis nach Steele. Einst begann sie am Markt und führte südlich der heutigen Porschekanzel bis zur Synagoge, etwa der Lage des einstigen Steeler Tores der Essener Stadtmauer. Dieser Verlauf ist im heutigen Stadtbild nicht mehr nachvollziehbar. 1396 taucht sie erstmals in Schriftquellen unter dem Namen Gryndbergher straten auf (Das Steeler Tor hieß zunächst nach einer kleinen Anhöhe Porta Grintberghe). Um die Jahrhundertwende 1500 bürgerte sich der Name Steeler Straße ein. Sie ist nach der ehemaligen Stadt Steele benannt, die 1929 zu Essen eingemeindet wurde. Bis 1908 hieß sie im heutigen Verlauf Steeler Chaussee. | Westende der Steeler Straße. Links ist das ehemalige Rabbinerhaus der ehemaligen Synagoge von Essen |
| Teichstraße              | 200                                          | ehem. Teich der Berne                                                       | 17. Jan. 1868          | Die Teichstraße lag nicht im historischen Ortskern und führte vom Kettwiger Tor zu einem Mühlteich, der von der Berne gespeist wurde. Die Teichstraße verlief außerhalb der Stadtmauer, die nordöstlich parallel etwa dem Verlauf der Akazienallee folgte. Der Mühlteich umfasste etwa das Gelände des heutigen Kreisverkehrs (im Volksmund: Varnhorstkreisel) und des Gildehofcenters zwischen Gildehofstraße und Bernestraße bis zu den Einmündungen der Hollestraße und der Straße Am Handelshof, der ursprünglichen Bachstraße. Die preußische Uraufnahme bezeichnet die Mühle als Huyssens M. Gleich unterhalb folgte ein weiterer Teich bis zum Steeler Tor, dessen Wasser vermutlich durch einen Graben zu einer weiteren Mühle an der heutigen Einmündung Ribbeckstraße/Bornstraße geführt wurde. Die Teichstraße führt vom Heinrich-Reisner-Platz parallel südwestlich zur Akazienallee bis zur Straße I. Dellbrügge. | Teichstraße                                                                                         |
| Theaterplatz             | 250                                          | Grillo-Theater                                                              | 25. Sep. 1903          | Auf dem Theaterplatz steht seit 1892 das Grillo-Theater. Der Platz zwischen I. Dellbrügge, I. Hagen, II. Hagen, Hirschlandplatz und Rathenaustraße umgibt das Theater als Rondell. | Grillo-Theater                                                                                      |
| Trentelgasse             | 65                                           | Straßenverlauf                                                              | vor 1826               | Trendeln bedeutet Schlängeln und bezieht sich auf den früher kurvenreichen Verlauf der kleinen Straße im Hagenviertel zwischen II. und III. Hagen. | Kulissenhaus an der Trentelgasse                                                                    |
| Turmstraße               | 55 im Stadtteil                              | Heckingsturm                                                                | 21. Juli 1865          | An der Kastanienallee stand früher im Verlauf der Essener Stadtmauer der 1428 erstmals erwähnte Heckingsturm. Aufgrund des schlechten Zustands der Essener Straßen schlug Friedrich Krupp 1823 vor, die Stadtmauer niederzulegen und mit dem gewonnenen Material die Straßen zu pflastern. 1824 wurde der Plan vom Stadtrat genehmigt und in den nächsten zwei Jahrzehnten durchgeführt. Einer der am längsten erhalten gebliebenen Teile der Stadtmauer war der Heckingsturm, der 1865 niedergelegt wurde. An seiner Stelle wurde die Turmstraße gebaut, die nach ihm benannt ist und von der Kastanienallee als Verlängerung der I. Weberstraße nordwärts ins Westviertel führt. | Turmstraße                                                                                          |
| Varnhorststraße          | 200                                          | Varnhorst, alte Essener Patrizierfamilie                                    | 17. Jan. 1868          | Die Familie Varnhorst wird seit dem 15. Jahrhundert mehrfach in Urkunden erwähnt. Im September 1504 nahm der Essener Stadtrat eine Stiftung des Johann Varnhorst zugunsten der Armen an. Diedrich Varnhorst war zwischen 1652 und 1662 Bürgermeister von Essen. Theodor Wilhelm Varnhorst (1736–1810) folgte zwischen 1787 und 1808 ebenfalls als Bürgermeister von Essen. Die nach ihnen benannte Varnhorststraße liegt im Osten des Stadtkerns und führt von der Bernestraße zur Steeler Straße. | Varnhorststraße, Frida-Levy-Gesamtschule                                                            |
| Vereinstraße             | 260                                          | Gesellschaft Verein                                                         | 26. Apr. 1861          | Das Tagungslokal der Gesellschaft Verein befand sich bis 1876 an der Ecke II. Hagen/Vereinstraße und trug deswegen zum Namen der Vereinstraße bei, die von der Hindenburgstraße ostwärts zum Kennedyplatz führt. | Vereinstraße                                                                                        |
| Viehofer Platz           | 180 × 30                                     | Viehof, Oberhof des Stiftes Essen                                           | um 1860                | Früher lag der Viehof direkt vor dem Viehofer Tor und war einer der Oberhöfe des Stiftes Essen. Seit dem 17. Jahrhundert existieren keine Gebäude mehr, wobei der Hofesverband Viehof, dem zeitweise bis zu 97 Unterhöfe angehörten, bis zur Aufhebung des Stifts 1803 bestand. Auch war eine der Bauerschaften innerhalb der Essener Stadtmauer als Viehofer Bauerschaft bezeichnet. Der Viehofer Platz liegt im Norden des Stadtkerns zwischen Friedrich-Ebert-Straße, Gladbecker Straße und Schützenbahn. Zwischen 1933 und 1945 hieß er Oettingplatz. | Vereinstraße                                                                                        |
| Viehofer Straße          | 450                                          | Viehof, Oberhof des Stiftes Essen                                           | um 1825                | Die Viehofer Straße führt vom Viehofer Platz, der an der Stelle des alten Oberhofs Viehof liegt, durch die ehemalige Viehofer Bauerschaft als Viertel innerhalb der Essener Stadtmauer südwärts zum Flachsmarkt. In alten Schriftquellen taucht sie 1324 erstmals als platea Veyhove auf. Später hieß sie auch Veyver Strate, seit etwa 1825 Viehofer Straße. Am 9. Juli 1915 wurde sie bis zum Viehofer Platz verlängert. 1933 wurde sie mit der Burgstraße und der Kettwiger Straße zur Adolf-Hitler-Straße zusammengefasst, seit 1945 trägt sie wieder ihren alten Namen. Im nördlichen Abschnitt der Straße ist sie über eine Fußgängerbrücke mit der Ostseite der Kreuzung Schützenbahn/Gerlingstraße verbunden. Im mittleren Abschnitt ist die Straße über eine Treppe mit der östlich und tiefer liegenden Schützenbahn verbunden. | Viehofer Straße                                                                                     |
| Weberplatz               | 60 × 45                                      | Zentrum des Weberviertels                                                   | 15. Nov. 1895          | Im Weberviertel rund um die I. Weberstraße war die Zunft der Weber beheimatet. So erhielt der Weberplatz seinen Namen. Er liegt direkt vor der Essener Kreuzeskirche. Bis etwa 1985 war der Weberplatz der zentrale Marktplatz des Stadtkerns. Nachdem auf dem westlichen Areal des Weberplatzes ein Gebäude errichtet wurde, verlor er etwa die Hälfte seiner Fläche. Seit 2017 findet auf dem Weberplatz wieder ein Markt statt, der sogenannte Feierabendmarkt. | Weberplatz                                                                                          |
| I. Weberstraße           | 250                                          | Zunft der Weber                                                             | vor 1826               | Erstmals wird 1442 in alten Schriftquellen die Weverstrate genannt, die auf eine Erschließung des nordwestlichen Stadtteils innerhalb der Essener Stadtmauer hinweist, aber nichts zum damaligen Verlauf aussagt. Im Weberviertel rund um die I. Weberstraße war die Zunft der Weber beheimatet, wonach die I. und die II. Weberstraße benannt wurden. Nach der Umbenennung der II. Weberstraße in Gerswidastraße behielt nur die I. Weberstraße ihren Namen. Sie führt vom Gänsemarkt zur Kastanienallee und wird hinter dieser als Turmstraße fortgesetzt. | I. Weberstraße                                                                                      |
| Willy-Brandt-Platz       | 90 × 30                                      | Willy Brandt, 1913–1992, deutscher Politiker und Bundeskanzler              | 18. Mai 1994           | Der Willy-Brandt-Platz ist der Bahnhofsvorplatz und war bis 1994 Teil der Straße Am Hauptbahnhof. Direkt vor dem Hotel Handelshof verlief früher die Kettwiger Straße bis zur Bahnstrecke. | Willy-Brandt-Platz                                                                                  |
| Zwölfling                | 180                                          | Zwölfling, Beginenkonvent                                                   | 5. Juni 1934           | Der Zwölfling ist einer von sechs Beginenkonventen in Essen, von dem jedoch als einzigem keine Stiftungsurkunde und Statut erhalten ist. Er lag an der einstigen Bergstraße und wird erstmals im 14. Jahrhundert erwähnt. Um 1803 schlossen sie sich mit dem Beginenkonvent des Dunkhauses zusammen, später mit den Schwestern vom Konvent beim Turm. Um 1840 gründeten sie unter Clara Kopp die Barmherzigen Schwestern von der heiligen Elisabeth. Die Straße Zwölfling verbindet nördlich dem Münster die Kettwiger Straße mit der Straße Schützenbahn. Hier befindet sich das Generalvikariat des Bistums Essen. | Zwölfling                                                                                           |

## Liste ehemaliger Straßennamen
Die Liste nicht mehr vorhandener Straßennamen erhebt keinen Anspruch auf Vollständigkeit.
| Name                     | von             | bis           | umbenannt in (aktuell)                 | Herleitung | Bemerkungen |
| ------------------------ | --------------- | ------------- | -------------------------------------- | --- | --- |
| Adolf-Hitler-Platz       | 20. Apr. 1933   | 15. Mai 1945  | → Burgplatz                            | Adolf Hitler, Diktator des Deutschen Reichs                                                                            | Umbenennung in der Zeit des Nationalsozialismus, um die symbolische Form der Machtergreifung voranzutreiben. |
| Adolf-Hitler-Straße      | 20. Apr. 1933   | 15. Mai 1945  | → Kettwiger Straße → Viehofer Straße   | Adolf Hitler, Diktator des Deutschen Reichs                                                                            | Umbenennung in der Zeit des Nationalsozialismus, um die symbolische Form der Machtergreifung voranzutreiben. |
| Alte Poststraße          |                 | 25. Sep. 1903 | → Theaterplatz                         | erstes Postwärteramt in Essen                                                                                          | Die Alte Poststraße war eine Straße dort, wo sich heute der breite Durchgang von der Kettwiger Straße zum Grillo-Theater befindet. Sie verlief südlich des Theaters bis zum II. Hagen weiter. An der südlichen Straßenecke zur Kettwiger Straße befand sich um 1800 das erste Preußische Postwärteramt Essens. Später war in einem Nachbarhaus zwischen 1824 und etwa 1840 die Posthalterei van Eupen sowie von 1826 bis 1848 das Preußische Postamt. An der nördlichen Straßenecke der Kettwiger- zur Alten Poststraße befand sich einst das große Backsteinhaus mit dem Königlichen Eisenbahn-Betriebsamt. |
| Amalienstraße            | 17. Jan. 1868   | 16. Mai 1902  | → Gildehofstraße                       | Helene Amalie Krupp, Geschäftsfrau und Großmutter des Firmengründers Friedrich Krupp                                   | |
| Am Bahnhof               | 6. Mai 1864     | 17. Jan. 1868 | → Hachestraße                          | Nach dem anliegenden Bahnhof benannt.                                                                                  | 1862 wurde das erste Bahnhofsgebäude des noch Essen BM (Bergisch-Märkische Eisenbahn-Gesellschaft) genannten Bahnhofs westlich des heutigen Hauptbahnhofs eröffnet. Es wurde 1902 mit dem Vorgängergebäude, das im Zweiten Weltkrieg zerstört wurde, durch den Hauptbahnhof an heutiger Stelle ersetzt. |
| Aufm Brande              | 1826            | um 1860       | → Brandstraße                          | Erinnert an die Brandrodung des Waldes, der ursprünglich bis an die Essener Stadtmauer reichte.                        | Zuvor seit dem 16. Jahrhundert als opme Brand bezeichnet. |
| Augustastraße            | 13. Mai 1892    | 31. Mai 1930  | → Ribbeckstraße                        | Augusta von Sachsen-Weimar-Eisenach, Ehefrau Kaiser Wilhelms I.                                                        | |
| Bachstraße               | 17. Jan. 1868   | 30. Mai 1913  | → Am Handelshof                        | | Der Name Bachstraße geht zurück auf die Ausrichtung der Straße, da sie von der Hauptverkehrsachse der Stadt, der heutigen Kettwiger Straße, zur, in frühere Zeiten hier offen als Bach fließenden, Berne führte. Die Berne entspringt ca. 1,5 km südlich in der Grünanlage an der Straße Am Bernewäldchen im Südviertel und wird heute, und das seit ca. 150 Jahren schon, unterirdisch in Rohrleitungen, nach Norden, unter der Schützenbahn/Altenessener Straße her, in Richtung Kreuzung Gladbecker Str. / Grillostraße, geführt. |
| Bahnhofstraße            | 1864            | 2. Okt. 1927  | → Hindenburgstraße                     | Die Bahnhofstraße führte zum Bahnhof Essen BM.                                                                         | 1862 wurde das erste Bahnhofsgebäude des noch Essen BM (Bergisch-Märkische Eisenbahn-Gesellschaft) genannten Bahnhofs westlich des heutigen Hauptbahnhofs eröffnet. Es wurde 1902 mit dem Vorgängergebäude, das im Zweiten Weltkrieg zerstört wurde, durch den Hauptbahnhof an heutiger Stelle ersetzt. Die ursprüngliche Ringstraße wurde 1864 in Bahnhofstraße und 1927 in Hindenburgstraße umbenannt. |
| Beginenkamp              |                 | vor 1860      | → Schützenbahn                         | Beginen, Angehörige einer christlichen Gemeinschaft. In Essen gab es sechs Beginenkonvente.                            | |
| Bergstraße               | um 1860         | 12. Juni 1934 | → Zwölfling                            | | |
| Bohnstedtgasse           |                 | um 1900       | aufgehoben und überbaut                | Justizrat Bohnstedt | Die Bohnstedtgasse, später Judengasse genannt, verlief nach heutiger Sicht vom Willy-Brandt-Platz aus über das Grundstück des heutigen Kaufhauses Galeria Kaufhof zu Bohnstedts Wiese, die in der Nähe der Maxstraße lag. Südlich der Gasse war das Wohnhaus des Justizrates Bohnstedt. Nördlich der Vorgarten und dann das Wohnhaus des Kunstgärtners Karl Böhnert, der bei der Gestaltung des Stadtgartens mitwirkte. |
| Brinkstraße              |                 | um 1860       | → Kopstadtplatz                        | | In Schriftquellen wird 1372 erstmals die Brynchstrate genannt. Sie verlief nördlich parallel zur Limbecker Straße. Auf Teilen der einstigen Brinkstraße liegt heute der Kopstadtplatz. |
| Bruckmannsgate           |                 | vor 1895      | → Kreuzeskirchstraße                   | Benannt nach dem Wirt und Konditor Bruckmann.                                                                          | Die Gasse Bruckmannsgate verband die Viehofer- mit der Königstraße und wurde vor 1895 Teil der Kirchstraße, der heutigen Kreuzeskirchstraße. |
| Bungertstraße            | 13. Mai 1892    | 8. Juni 1892  | → Mechtildisstraße                     | | |
| Burgstraße               | um 1860         | 20. Apr. 1933 | → Kettwiger Straße                     | Nähe zur „Burg“ oder „Burgfreiheit“                                                                                    | Der Name bezieht sich auf den angrenzenden Burgplatz, der von alters her als „Burg“ oder „Burgfreiheit“ überliefert ist. Dieser Name bezeichnete das abgabenfreie Gebiet, das neben der Stadt lag. Der Essener Wissenschaftler Ernst Kahrs (1876–1948) legte 1928 umfangreiche Mauerreste frei, darunter eine in Nord-Süd-Richtung verlaufende gemörtelte Bruchsteinmauer mit angrenzendem Spitzgraben und Palisade, die sich im Süden in westliche Richtung fortsetzt. Diese Anlagen gehören trotz fehlender Datierungen in die Zeit deutlich vor der Errichtung der Essener Stadtmauer 1244. Sie bildeten vermutlich eine Umwehrung des Stiftsbezirks, von der sich die Bezeichnung als Burg ableitet. Die ursprünglich In der Burg bezeichnete Straße wurde ab etwa 1860 Burgstraße genannt. In der Zeit des Nationalsozialismus hieß sie Adolf-Hitler-Straße und wurde danach, in Verlängerung an die südlich bereits sogenannte Kettwiger Straße, ebenso umbenannt.  |
| Chausseestraße           |                 | nach 1945     | aufgehoben und überbaut                | | Die schmale Chausseestraße führte vom Flachsmarkt in einem Bogen zur damaligen Steeler Straße, nach heutiger Bebauung etwa an der Porschekanzel endend. |
| Dietrich-Eckart-Straße   | 8. Mai 1933     | 15. Mai 1945  | → Rathenaustraße                       | Dietrich Eckart, Publizist und Verleger, Nationalsozialist und Ideengeber Adolf Hitlers                                | Umbenennung in der Zeit des Nationalsozialismus, um die symbolische Form der Machtergreifung voranzutreiben. |
| Ebertstraße              | 1945            | 9. Okt. 1946  | → Friedrich-Ebert-Straße               | | |
| Einhornstraße            |                 | vor 1927      | aufgehoben und überbaut                | Einhorn-Apotheke | Die schmale Einhornstraße, an der die 1619 als älteste Apotheke Essens gegründete Einhorn-Apotheke lag, deren Haus 1914 niedergelegt wurde, verband den Markt mit dem Kornmarkt. Sie verlief südlich der direkten Verbindung zwischen den beiden Märkten in einem Knick. Die Einhorn-Apotheke gibt es, nach mehreren Standortwechseln, in einem Neubau etwas örtlich versetzt bis heute an der Kreuzung Markt und Kornmarkt. |
| Gerichtsstraße           |                 | nach 1912     | aufgehoben und überbaut                | Führte auf das damalige Amtsgericht am III. Hagen zu.                                                                  | Die Gerichtsstraße führte etwa vom heutigen Friedensplatz über den Bereich des späteren Kennedyplatzes und den Salzmarkt zum III. Hagen. Das Amtsgericht zog 1863 und das Landgericht 1884 dort ein. 1912 wechselte der Sitz der Gerichte nach Rüttenscheid in ihren heutigen Sitz an der Zweigertstraße. Später wurde der Name Surmanngasse, die im Bereich des heutigen Friedensplatzes verlief auch für die einstige Gerichtsstraße verwendet. |
| Gildenplatz              | 18. Okt. 1954   | 17. Dez. 1963 | → Kennedyplatz                         | Erinnerung an die Tradition der Bürger- und Kaufmannschaft in Essen                                                    | |
| Grabenstraße             | 21. Juli 1865   | 2. Okt. 1927  | → Friedrich-Ebert-Straße               | | |
| Gustavstraße             | 13. Jan. 1868   | 8. März 1977  | → Gustav-Hicking-Straße                | | |
| I. Hagenstraße           | um 1860         | 9. Juli 1915  | → I. Hagen, teilweise → Schwarze Horn  | | |
| II. Hagenstraße          | um 1860         | 9. Juli 1915  | → II. Hagen, teilweise → Schwarze Horn | | |
| III. Hagenstraße         | um 1860         | 9. Juli 1915  | → III. Hagen                           | | |
| Hahnenstraße             |                 | vor 1895      | → Kreuzeskirchstraße                   | | Der Teil der heutigen Kreuzeskirchstraße, der zwischen der I. Weberstraße und der Rottstraße (damals Auf´m Rott) liegt, hieß vor 1895 Hahnengasse. |
| Hansastraße              | 8. März 1922    | 2. Apr. 1932  | → Hollestraße                          | | Die heutige Hollestraße wurde 1922 als Hansastraße neu angelegt. Vorher gab es sie noch nicht. |
| Hochstraße               | 6. Apr. 1866    | 25. Feb. 1937 | → Am Waldthausenpark                   | | Die Hochstraße verband die Lindenallee mit der Bahnhofstraße, der heutigen Hindenburgstraße. |
| Im Aschebruch            | 18. Dez. 1897   | um 1945       | aufgehoben und überbaut                | Ehemaliger Hof Aschebruch                                                                                              | kleine Stichstraße von der Rottstraße in westlicher Richtung zur Kreuzeskirche; der Antrag durch das Presbyterium der evangelischen Gemeinde zur Beleuchtung und Benennung dieses Weges wurde am 18. Dezember 1897 angenommen. Nach den Zerstörungen im Zweiten Weltkrieg wurde die Benennung aufgehoben und der Bereich überbaut. |
| Im Ort                   |                 | 13. Mai 1892  | → Mechtildisstraße                     | | |
| In der Burg              |                 | um 1860       | → Kettwiger Straße                     | Nähe zur „Burg“ oder „Burgfreiheit“                                                                                    | Der Name bezieht sich auf den angrenzenden Burgplatz, der von alters her als „Burg“ oder „Burgfreiheit“ überliefert ist. Dieser Name bezeichnete das abgabenfreie Gebiet, das neben der Stadt lag. Der Essener Wissenschaftler Ernst Kahrs (1876–1948) legte 1928 umfangreiche Mauerreste frei, darunter eine in Nord-Süd-Richtung verlaufende gemörtelte Bruchsteinmauer mit angrenzendem Spitzgraben und Palisade, die sich im Süden in westliche Richtung fortsetzt. Diese Anlagen gehören trotz fehlender Datierungen in die Zeit deutlich vor der Errichtung der Essener Stadtmauer 1244. Sie bildeten vermutlich eine Umwehrung des Stiftsbezirks, von der sich die Bezeichnung als Burg ableitet. Die ursprüngliche In der Burg bezeichnete Straße wurde ab etwa 1860 Burgstraße genannt. In der Zeit des Nationalsozialismus hieß sie Adolf-Hitler-Straße und wurde danach, in Verlängerung an die südlich bereits sogenannte Kettwiger Straße, ebenso umbenannt. |
| Kardinal-Hengsbach-Platz | 18. Mai 1994    | 1. Feb. 2024  | → Friedensplatz                        | Kardinal Franz Hengsbach, 1910–1991, erster Bischof von Essen                                                          | Der Kardinal-Hengsbach-Platz war nach Franz Hengsbach benannt, der 1957 zum ersten Bischof von Essen („Ruhrbischof“) ernannt und 1988 zum Kardinal erhoben wurde. Nachdem das Bistum Essen und Bischof Franz-Josef Overbeck am 19. September 2023 die Öffentlichkeit darüber informierten, dass Vorwürfe gegen Hengsbach wegen sexueller Übergriffe an Minderjährigen in den 1950er und 1960er Jahren untersucht werden, fordern Oberbürgermeister Thomas Kufen und die Initiative Maria 2.0 eine Umbenennung des Platzes. Am 24. Januar 2024 hat der Hauptausschuss der Stadt Essen die Umbenennung des Kardinal-Hengsbach-Platzes in Friedensplatz beschlossen, so dass mit der Veröffentlichung im Amtsblatt der Stadt Essen vom 2. Februar 2024 die Namensgebung rechtskräftig wurde. Der Platz hieß bis 1994 Kurienplatz. |
| Kirchstraße              | 15. Nov. 1895   | 16. Dez. 1970 | → Kreuzeskirchstraße                   | | Zwischen 1895 und 1970 hieß der gesamte Straßenzug der heutigen Kreuzeskirchstraße einfach Kirchstraße. Ursprünglich nannte man den Teil zwischen der Gerswidastraße (vor 1826 II. Weberstraße) und der I. Weberstraße Kurze Straße. Vor 1895 wurde der weiterführende Teil zwischen Weber- und Rottstraße (damals Auf´m Rott) Hahnengasse sowie der zwischen Rott- und Viehofer Straße Bruckmannsgate genannt. |
| Königstraße              | 1456            | um 1945       | aufgehoben und überbaut                | | Die Königstraten ist bereits 1456 schriftlich belegt. Der Straßenverlauf wurde nach den Zerstörungen im Zweiten Weltkrieg aufgehoben und überbaut. Er begann etwa am späteren Porscheplatz und verlief östlich parallel zur Viehofer Straße Richtung Norden. |
| Kurienplatz              | 31. Mai 1930    | 18. Mai 1994  | → Friedensplatz                        | Harach’sche Kurie, Wohnhaus der Essener Stiftsdamen                                                                    | Der Kurienplatz, vorher Surmanngasse, war nach der Harach’schen Kurie benannt, einem Wohnhaus der Essener Stiftsdamen, das sich an der Stelle des heutigen Baedekerhauses befand. Dieses Wohnhaus wurde 1817 von Gottschalk Diedrich Baedeker, dem Gründer des G. D. Baedeker Verlags erworben. |
| Kurze Straße             |                 |               | → Kreuzeskirchstraße                   | | Der Teil der heutigen Kreuzeskirchstraße, der zwischen der Gerswida- und der I. Weberstraße liegt, hieß einst Kurze Straße. |
| Lichtschlagstraße        | 8. Mai 1935     | 15. Mai 1945  | → Rottstraße                           | Nach den Brüdern Walter (SS-Führer) und Otto Lichtschlag (Oberst) benannt.                                             | Umbenennung in der Zeit des Nationalsozialismus, um die symbolische Form der Machtergreifung voranzutreiben. |
| Märkische Straße         | 17. Jan. 1868   | 5. Juni 1934  | → Hachestraße                          | Grafschaft Mark | |
| Marktberg                |                 | nach 1945     | → Kettwiger Straße                     | abschüssige Straße zwischen Markt und Flachsmarkt                                                                      | Das einst enge Verbindungsstück zwischen Markt und Flachsmarkt nannte man Marktberg. Er wurde seit 1893 von der Straßenbahn befahren. Nach Kriegszerstörungen entstand der heutige breite Durchgang, der die Kettwiger- mit der Viehofer Straße verbindet. |
| Mühlenstraße             |                 | nach 1945     | aufgehoben                             | Huyssensmühle am hier befindlichen ehemaligen Teich                                                                    | Mühlenstraße hieß der heute östliche Teil der Straße I. Dellbrügge, und zwar der zwischen Akazienallee und Bernestraße. Ursprünglich war sie nicht mit der I. Delbrügge verbunden. |
| Neustraße                | 10. Juni 1887   | 9. Juli 1915  | → An der Reichsbank                    | | |
| Oettingplatz             | 8. Mai 1933     | 15. Mai 1945  | → Viehofer Platz                       | Heinz Oetting, sogenannter Blutzeuge                                                                                   | Umbenennung in der Zeit des Nationalsozialismus, um die symbolische Form der Machtergreifung voranzutreiben. Heinz Oetting, geboren am 7. Mai 1909 in Plettenberg, nahm am 10. September 1930 erstmals an einer NSDAP-Versammlung mit anschließendem Fackelzug zum Burgplatz teil. Auf dem Heimweg wurde er Opfer eines Messerangriffs, den er nicht überlebte. |
| Postallee                | 1. Jan. 1860    | um 1945       | aufgehoben und überbaut                | | Nach Abbruch der Essener Stadtmauer war ein ringförmiges Gelände rund um die Stadt herum entstanden, das auf Vorschlag von Friedrich Krupp (1823) in eine Promenade mit Alleen von Linden, Akazien, Eschen, Kastanien, Ahorn, Pappeln und Ebereschen verwandelt wurde. Innerhalb der nächsten Jahre wurden die Grundstücke an dieser Promenade verkauft, die Bäume entfernt und das Gelände bebaut, sodass heute nur noch die Bezeichnungen Akazien-, Kastanien- und Lindenallee sowie einst die Postallee an diese Ringstraßen erinnern. Der Straßenverlauf der Postallee wurde nach den Zerstörungen im Zweiten Weltkrieg aufgehoben und überbaut. Er begann etwa am späteren Porscheplatz, etwa in Fortsetzung der Akazienallee, und verlief westlich parallel zur Schützenbahn Richtung Norden bis etwa zur Kastanienallee. |
| Pottgasse                |                 | vor 1908      | → Kronenstraße                         | | |
| Ringstraße               |                 | 1864          | → Hindenburgstraße                     | | Die Ringstraße wurde 1864 in Bahnhofstraße und zuletzt 1927 in Hindenburgstraße umbenannt. |
| Schlageterstraße         | 8. Mai 1933     | 15. Mai 1945  | → Friedrich-Ebert-Straße               | Friedrich Schlageter, SA-Führer                                                                                        | Umbenennung in der Zeit des Nationalsozialismus, um die symbolische Form der Machtergreifung voranzutreiben. |
| Schützenstraße           | 17. Jan. 1868   | 13. Mai 1892  | → Ribbeckstraße                        | Hier waren einst Schützengesellschaften beheimatet, siehe auch Schützenbahn                                            | |
| Schutzwehr               | 5. Aug. 1936    | 15. Mai 1945  | → Logenstraße                          | | Umbenennung in der Zeit des Nationalsozialismus, um die symbolische Form der Machtergreifung voranzutreiben. |
| Schwarze Poth            | 31. Dez. 1825   | um 1945       | aufgehoben und überbaut                | | Die einstige Straße Schwarze Poth verlief in Ost-West-Richtung etwa von der Gedenkstätte Stadtwunde, die an das KZ-Außenlager Schwarze Poth erinnert, zur Schützenbahn, also unterhalb der heutigen Rathaus Galerie. Der Straßenverlauf wurde nach den Zerstörungen im Zweiten Weltkrieg aufgehoben und überbaut. |
| Steeler Chaussee         |                 | 5. Juni 1908  | → Steeler Straße                       | Straße nach Steele | |
| Surmanngasse             |                 | nach 1945     | → Friedensplatz                        | | Die Surmanngasse verlief bis 1930 im Bereich des Kurienplatzes, dem heutigen Friedensplatz. Nach 1912, und bis zu den Zerstörungen im Zweiten Weltkrieg, wurde ihr Name auch für die westlich weiterführende, vormalige Gerichtsgasse verwendet. |
| Theaterstraße            | 21. Apr. 1911   | 13. Sep. 1922 | → Rathenaustraße                       | Straße zum Grillo-Theater                                                                                              | |
| Thomaeplatz              | 8. Mai 1933     | 15. Mai 1945  | → Limbecker Platz                      | Gottfried Thomae, 1928 durch Zusammenstöße mit Kommunisten getöteter Nationalsozialist                                 | Umbenennung in der Zeit des Nationalsozialismus, um die symbolische Form der Machtergreifung voranzutreiben. |
| Veyver Strate            | 16. Jahrhundert | um 1825       | → Viehofer Straße                      | | |
| Viehofer Chaussee        |                 | 7. Aug. 1908  | → Altenessener Straße                  | Chaussee zum ehemaligen Viehhof                                                                                        | |
| Waldthausenbrücke        | 17. Feb. 1965   | 17. Aug. 1994 | → Alfred-Herrenhausen-Brücke           | Unternehmer- und Patrizierfamilie Waldthausen                                                                          | |
| II. Weberstraße          | vor 1826        | 13. Juni 1966 | → Gerswidastraße                       | Die Straße liegt im ehemaligen Weberviertel.                                                                           | |
| Wiener Platz             | 26. Mai 1939    | 7. März 1985  | → Hirschlandplatz                      | Nach dem Anschluss Österreichs 1938 erfolgte die Benennung des Platzes 1939 nach der österreichischen Hauptstadt Wien. | |